# Cuffy (revolucionari)
Cuffy, Coffy, Kofi o Koffi, (mort el 1763), va ser una persona d'origen aka que va ser capturat a l'Àfrica Occidental i venut com a esclau per treballar a les plantacions de la colònia neerlandesa de Berbice, a l'actual Guyana. Es va fer famós quan, el 1763, va liderar una revolta de més de 2.500 esclaus contra el règim colonial. Actualment és un heroi nacional de Guyana.

## Aixecament d'esclaus a Berbice
Cuffy va viure a Lilienburg, una plantació situada al riu Canje, essent l'esclau de la casa d'un boter (fabricant de barrils). Es va produir un alçament d'esclaus a la plantació de Magdalenenburg, riu amunt, el febrer de 1763, estenent-se per les plantacions veïnes, atacant els propietaris. Quan el governador Van Hogenheim va enviar l'exèrcit per assistir la regió, la revolta ja havia arribat al riu Berbice i es desplaçava cap a la capital de la colònia, Fort Nassau. Van aconseguir pólvora i armes de foc de les plantacions que havien assaltat.
Cap al 3 de març els rebels ja eren uns 500, i estaven liderats per Cosala; aleshores van intentar atacar la fàbrica de maons de Peerboom, acordant permetre als blancs abandonar l'indret. No obstant, quan aquests van sortir, els rebels els van atacar, matant-ne molts i prenent diversos presoners, entre els que es trobava la muller del propietari de la plantació de Bearestyn, a qui Cuffy va prendre com la seva muller.
Cuffy haviat va ser acceptat pels rebels com el seu líder, proclamant-se a si mateix governador de Berbice. Va nomenar a Akara com el seu segon i va intentar establir un sistema disciplinari entre les seves tropes; Akara tenia coneixements de disciplina militar. Així, van organitzar les granges perquè aquestes poguessin proporcionar subministraments alimentaris.
No obstant, Van Hoogenheim estava decidit a recuperar la colònia. Akara va atacar als blancs en tres ocasions sense el permís de Cuffy, però van ser rebutjats. Aquestes accions, no obstant, van provocar disputes entre els dos líders rebels. El 2 d'abril de 1763 Cuffy va escriure a Van Hoogenheim que no desitjava una guerra amb els blancs, proposant una partició de Berbice, amb els blancs ocupen les zones costaneres i els negres la part interior. Van Hoogenheim va retardar la seva decisió, esperant aconseguir el suport de les colònies veïnes. Aleshores, Cuffy va ordenar a les seves forces que ataquessin els blancs el 13 de maig de 1763, però van perdre molts homes. La derrota encara va eixamplar la divisió entre els rebels, debilitant la seva organització. Akara es va convertir en el líder d'una nova facció que s'oposava a Cuffy, conduint a una guerra civil entre ells. Quan Akara va sortir vencedor, Cuffy es va suïcidar.

## Heroi nacional
El 23 de febrer, data de l'aniversari de la revolta d'esclaus de Cuffy, és el Dia de la República de Guyana des del 1970. Cuffy es commemora en un monument a 1763 situat a la Plaça de la Revolució de la capital, Georgetown.